# Adrian Pasdar
Adrian Pasdar est un acteur, réalisateur et producteur américain, né le 30 avril 1965 à Pittsfield (Massachusetts).

## Biographie
Son père, Homayoon, est un chirurgien iranien et sa mère, Rosemary, est une infirmière et écrivain germano-russe, née à Königsberg, en Allemagne. Adrian Pasdar a grandi en Pennsylvanie et a été titulaire d'une bourse de football américain pour l'université de Floride.
Au cours de sa première année d'université il est victime d'un accident de voiture qui le cloue dans une chaise roulante pendant plusieurs mois. Il en garde une cicatrice sur le visage. Sa carrière sportive étant définitivement terminée, il entre dans une troupe de théâtre locale en Pennsylvanie ; il construit les décors, s'occupe du son et de la lumière.
Après avoir obtenu son premier rôle au cinéma dans Top Gun à 21 ans, Adrian Pasdar a interprété des films tels que le film de vampires Aux frontières de l'aube de Kathryn Bigelow, aux côtés de Jenny Wright, ou le film hong-kongais Shanghai 1920 (上海1920) de Po-Chih Leong, aux côtés de John Lone.
À la télévision, il est connu pour son interprétation dans les séries Profit, Mysterious Ways et Heroes dans le rôle de Nathan Petrelli.
Il est connu aussi pour son rôle du personnage Alec Rybak, district attorney dans la série The Lying Game. Il rejoint le casting de Burn Notice en été 2013.
En 1999, Adrian Pasdar se lance à la réalisation avec le film Cement, un film néo-noir interprété par Chris Penn, Jeffrey Wright et Sherilyn Fenn.

### Vie privée
Il est marié avec la chanteuse Natalie Maines (la chanteuse du groupe Dixie Chicks) ; ils ont deux enfants, Jackson Slade Pasdar, né le 15 mars 2001 et Beckett Finn Pasdar, né le 14 juillet 2004.

## Filmographie

### Acteur

#### Cinéma
- 1986 : Top Gun de Tony Scott : Chipper
- 1986 : Streets Of Gold : Timmy Boyle
- 1986 : Les Guerriers du soleil (Solarbabies) : Darstar
- 1987 : Made in USA : Dar
- 1987 : Aux frontières de l'aube (Near Dark) de Kathryn Bigelow : Caleb Colton
- 1989 : Cookie : Vito
- 1990 : Urgences (Vital Signs) de Kathryn Bigelow : Michael Chatham
- 1990 : Torn Apart : Ben Arnon
- 1991 : Shanghai 1920 de Po-Chih Leong : Dawson Cole
- 1991 : Grand Isle : Robert Lebrun
- 1992 : Just like a Woman (en) : Gerald Tilson/Geraldine
- 1993 : Grey Knight : Capt. John Harling
- 1993 : L'Impasse (Carlito's Way) de Brian De Palma : Frankie Taglialucci
- 1994 : The Last Good Time (en) : Eddie
- 1995 : The Pompatus of Love (en) : Josh
- 1997 : Blood Trail : Chase Leonard
- 1997 : Ties to Rachel (en) : Un boxeur
- 1997 : A Brother's Kiss (en) : Dopefiend
- 1997 : Wounded : Hanaghan
- 1999 : Desert Son : Le chauffeur
- 2001 : Les joies du mariage (The Big Day) : Tim
- 2003 : Le Secret des frères McCann (Secondhand Lions) : Skeet Machine Salesman
- 2008 : Home Movie (en) : David Poe
- 2020 : Rupture fatale (A Fall from Grace) de Tyler Perry : le procureur Bradley Tankerton
- 2024 : The Exorcism de Joshua John Miller et M. A. Fortin : Tom

#### Télévision
- 1988 : Reach (téléfilm)
- 1989 : Big Time (téléfilm) : Paul
- 1990 : Le Dernier des Capone (téléfilm) : Richard Hart/Jimmy Capone
- 1994 : Great Performances (série télévisée) : George
- 1994 : Le lit du Diable (téléfilm) : Jude Snow
- 1995 : A Mother's Gift (téléfilm) : William Deal
- 1995 : Slave of Dreams (téléfilm) : Joseph
- 1996-1997 : Profit : Jim Profit
- 1997 : Feds (série télévisée) : C. Oliver Resor
- 1997 : Sous le voile de la peur (téléfilm) : Jerry Braskin
- 1997 : L'amour est ailleurs (Love in Another Town) (téléfilm) : Jake Cantrell
- 1997 : L'Antre de Frankenstein (House of Frankenstein) (téléfilm) : détective Vernon Doyle
- 1998 : Au-delà du réel : L'aventure continue (The Outer Limits) (série télévisée) : Tanner Brooks
- 1998 : Les Anges du bonheur (Touched by an Angel) (série télévisée) : Edward Tanner
- 1998 : Une évasion en or (The Perfect Getaway) (téléfilm) : Colt Erikson
- 1999 : Mutinerie (Mutiny) (téléfilm) : Lt. Maravich
- 2000-2002 : Les Chemins de l'étrange (Mysterious Ways) (série télévisée) : Declan Dunn
- 2002 : La Treizième Dimension (The Twilight Zone) (série télévisée) : Andrew Lomax
- 2002 : L'esprit d'équipe (Crossing the Line) (téléfilm) : Eric Harrison
- 2003 : A Screwball Homicide (téléfilm) : Nick Bennett
- 2003-2005 : Amy (Judging Amy) (série télévisée) : ADA David McClaren
- 2005 : Desperate Housewives (série télévisée) : David Bradley
- 2006-2010 : Heroes (série télévisée) : Nathan Petrelli
- 2009 : The Super Hero Squad Show (série télévisée) : Hawkeye (voix)
- 2010 : Black Panther (série télévisée) : Captain America (voix)
- 2011 : Garden of Evil (téléfilm) : Jack
- 2011 : Castle (série télévisée) : l'agent fédéral Mark Fallon (saison 3, épisodes 16 et 17)
- 2011 : The Lying Game (série télévisée) : Alec Rybak
- 2012 : Iron Man: Armored Adventures (Série Animée) : Iron Man/Tony Stark (voix)
- 2012 : Political Animals (série télévisée) : Garcetti
- 2012 : Romance irlandaise (Chasing Leprechauns) (téléfilm) : Michael Garrett
- 2013 : Burn Notice (série télévisée) : Randall Burke
- 2014-2018 : Agents of S.H.I.E.L.D. (série télévisée) : général Glenn Talbot / Graviton
- 2015 : Rosewood (série télévisée) : Dr Derek Foster
- 2016 : Colony (série télévisée) : Nolan Burgess
- 2017 : Supergirl : Morgan Edge
- 2017 : L'Arme fatale (Lethal Weapon) : Dan Cooper
- 2019 : Grand Hôtel : Felix Renna
- 2022 : The Rookie : Le flic de Los  Angeles (série télévisée) : Bill August (saison 4, épisode 20)

### Réalisateur
- 2000 : Cement

### Producteur
- 2000 : Cement
- 2007 : Atlanta (comédie musicale)

## Voix françaises
| - Pierre-François Pistorio, dans (les séries télévisées) : - Heroes - Castle - New York, section criminelle - Burn Notice - Marvel : Les Agents du SHIELD - Rosewood - Colony - Guy Chapellier dans : - Au-delà du réel : L'aventure continue (série télévisée) - Profit (série télévisée) - Mutinerie (téléfilm) - L'Esprit d'équipe (téléfilm) | - Jean-Pierre Michaël dans : - Mysterious Ways : Les Chemins de l'étrange (série télévisée) - Desperate Housewives (série télévisée) - Romance irlandaise (téléfilm) - Éric Legrand dans : - Top Gun - Vital Signs Et aussi - Patrice Baudrier dans Le lit du diable - Patrick Noérie dans L'Antre de Frankenstein (mini-série) - Arnaud Arbessier dans La Treizième Dimension (série télévisée) - Bernard Bollet dans Amy (série télévisée) - Bernard Gabay dans Supergirl (série télévisée) |